# Grand maître international
Pour les articles homonymes, voir Grand maître et GMI.
Le titre de grand maître international (GMI), créé en 1950, est utilisé aussi bien au jeu d'échecs qu'au jeu de dames, ou plus récemment au xiangqi, pour récompenser la performance d'un joueur de haut niveau, après avoir réussi un certain nombre d'épreuves codifiées (généralement l'accomplissement d'une norme et d'une performance Elo), ou lors d'un succès dans un tournoi important (si non titré auparavant). Il est supérieur au titre de maître international. Certains titres de grand maître sont aussi accordés de manière honorifique : ce sont des « grands maîtres honoraires ».
Il existe différents titres de grand maître international :
Aux échecs :
- Grand maître international (ou « grand maître du jeu d'échecs ») mixte (GMI) ou féminin (GMF), titre décerné par la FIDE d'après les résultats dans les compétitions à cadence classique et détaillé dans cet article.
- Le terme de « grand maître international du jeu d'échecs » regroupe également les titres de :
  - Grand maître international d'échecs par correspondance, décerné par l'ICCF,
  - Grand maître international pour la composition échiquéenne, décerné par la FIDE sur proposition de la Commission permanente pour la composition échiquéenne,
  - Grand maître international de résolution de problèmes d'échecs (ou « grand maître international solutionniste[1] »), décerné par la FIDE sur proposition de la Commission permanente pour la composition échiquéenne,

Aux dames : le titre de « grand maître international du jeu de dames » est décerné par la Fédération mondiale du jeu de dames.

## Grand maître du jeu d’échecs

### Grand maître international (GMI)
Le titre de grand maître international du jeu d’échecs a été créé en 1950. Il est décerné aux maîtres d’échecs de classe mondiale par la Fédération internationale des échecs (FIDE). À part le titre de « champion du monde », « grand maître » est le plus haut titre qu’un joueur d’échecs puisse obtenir.
Le titre est décerné à vie. L'abréviation officielle de la FIDE est « GM », mais on trouve également dans la littérature échiquéenne l’abréviation « GMI ». La FIDE décerne également les titres de « MF » et « MI » qui signifient maître FIDE et maître international.
Les titres de GM, MI, et MF sont ouverts aux hommes et aux femmes. Des titres séparés pour les femmes, « GMF » (grand maître féminin), « MIF » (maître féminin) et « MFF » (maître FIDE féminin) sont également décernés.

### Grand maître féminin (GMF)
Le titre de « grand maître féminin » (GMF) a été créé en 1976. Il représente un niveau inférieur à celui de « grand maître international » (mixte). En novembre 2010, il y avait 1229 « grands maîtres internationaux » (GMI) dont 24 femmes, et 254 « grands maîtres féminins » (GMF).
En 1991, Susan Polgar devint la première femme à obtenir le titre de GMI dans les mêmes conditions que les hommes (auparavant, Nona Gaprindashvili en 1978 et Maia Tchibourdanidzé en 1984 avaient déjà obtenu ce titre de grand maître avant elle en tant que championnes du monde), et aujourd’hui la plupart des meilleures joueuses mondiales ont le titre de GMI (parmi les joueuses ayant atteint un classement Elo de plus de 2 530 points, seulement deux joueuses n'ont pas le titre mixte de grand maître international : Alisa Galliamova et Anna Zatonskih).
La plupart des joueuses qui ont le titre de « maître international » (mixte) ont aussi le titre de grand maître féminin.
Concernant le jeu d'échecs, sur la plupart des listes de joueurs dont celle de la FIDE et d'organisateurs de tournois, la mention « g » (grand maître international) ou « wg » (grand maître international féminin : « w » pour « woman ») figure respectivement en regard du nom du joueur ou de la joueuse.

### Statistiques

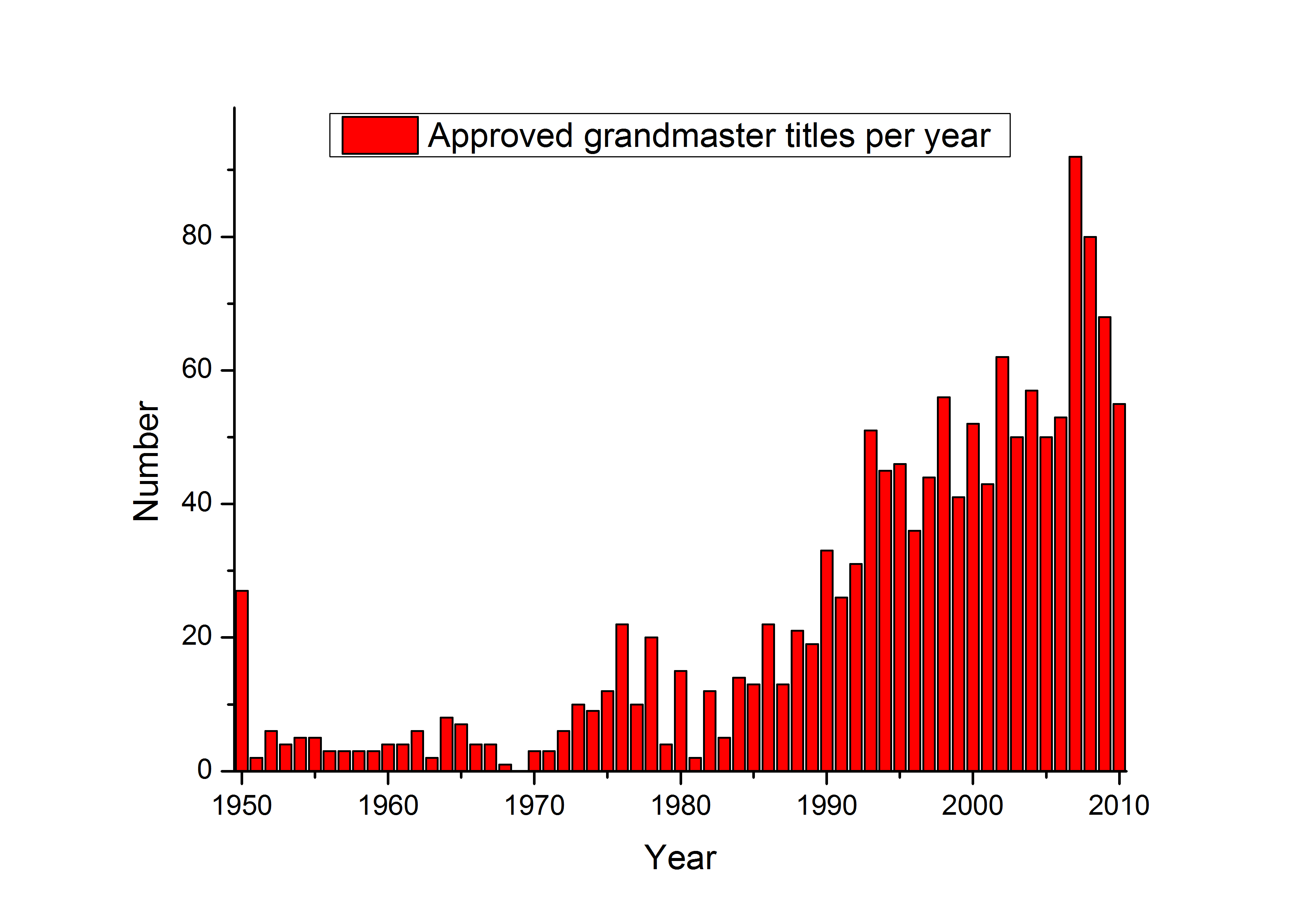
Nombre de joueurs recevant le titre de grand maître international par année de 1950 à 2011.

Nombre cumulé de joueurs ayant reçu le titre de grand maître international de 1950 à 2011.

En 1972, il y avait seulement 88 grands maîtres internationaux dont 33 soviétiques. En mars 2010, ils étaient 1 235. L'augmentation est due d'une part à la facilité de voyager, qui permet de participer plus facilement à des tournois à normes, et d'autre part à l'inflation du classement Elo[réf. souhaitée]. Le titre de GM garde un prestige certain, car il représente un très haut niveau de performance. Le niveau MI correspond aux 0,06 % des meilleurs joueurs du monde. Un GMI est parmi les 0,02 %.

### Obtention du titre
Les critères d'obtention du titre ont varié dans le temps. Aujourd'hui, la FIDE impose la réalisation d'au moins deux normes avec un minimum de 27 parties (en général, trois normes sont nécessaires pour arriver aux 27 parties). Sauf exceptions, les normes sont réalisées dans des tournois d'au moins neuf rondes. Pour réaliser une norme, le joueur doit réaliser une performance Elo de 2 601 ou plus, affronter des joueurs appartenant à au moins deux fédérations différentes de la sienne, trois d'entre eux doivent déjà être grands maîtres et la moitié doit disposer d'un titre FIDE. Une condition supplémentaire est que le joueur atteigne un classement Elo de 2 500.
Bien que cela soit plus rare, il est aussi possible d'obtenir le titre avec un seul résultat, par exemple :
- la victoire au
  - championnat du monde junior,
  - championnat du monde féminin,
  - championnat du monde senior,
- la qualification aux huitièmes de finale de la coupe du monde[3].

## Histoire
L'expression « grand-maître » fut utilisée pour la première fois en 1838. Toutefois, il n'était pas encore question de classer les joueurs entre eux.

### Ostende 1907: premier «tournoi de grands maîtres»
La première utilisation du terme de « grand maître » dans un tournoi d'échecs eut lieu en 1907, lors du tournoi d'Ostende.
Le tournoi était divisé en différentes sections :
- plusieurs tournois pour amateurs,
- un « tournoi de maîtres », avec trente participants, remporté par Ossip Bernstein et Akiba Rubinstein,
- et le « tournoi de grands maîtres » (Großmeister en allemand).

Le tournoi de grands maîtres était un tournoi à quatre tours.
Selon Ossip Bernstein, le tournoi de grands maîtres était réservé aux joueurs qui avaient remporté plusieurs tournois internationaux :
- Siegbert Tarrasch, vainqueur avec 12,5 points sur 20, avait remporté les tournois de Breslau 1889, Nuremberg 1890, Dresde 1892, Leipzig 1894, Vienne 1898 et Monte Carlo 1903 ;
- Carl Schlechter, deuxième à un demi-point de Tarrasch, 12 / 20, vainqueur de Vienne 1897 et 1904 ainsi que d'Ostende 1906 ;
- David Janowski, 3e-4e avec 11,5 / 20, avait remporté auparavant Monte Carlo 1901, Hanovre 1902 et Barmen 1905 ;
- Frank Marshall, 3e-4e avec 11,5 / 20, avait remporté les tournois de Cambridge Springs 1904 et de Nuremberg 1906 ;
- Amos Burn (58 ans) : 8 / 20, avait gagné à Londres 1887, Amsterdam 1889 et Cologne 1898 ;
- Mikhaïl Tchigorine (56 ans) : 4,5 / 20 ; Tchigorine avait remporté les tournois de New York 1889 et Budapest 1896.

### Distinction entre «grands maîtres» et «simples maîtres» (1925)

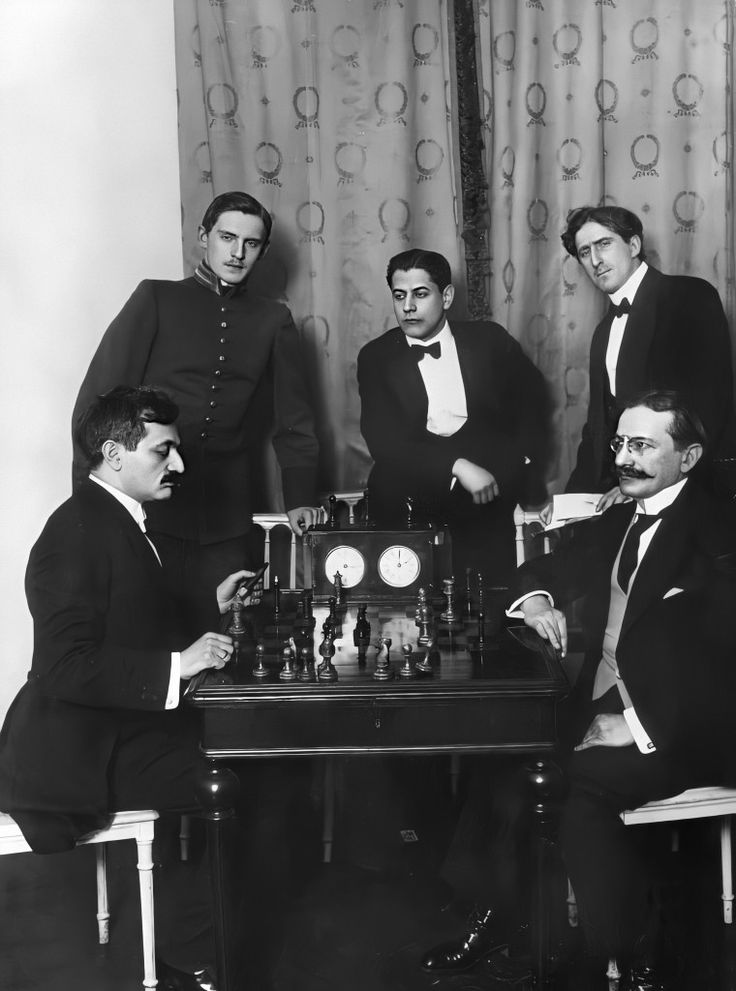
De gauche à droite : Lasker (assis à gauche), Alekhine, Capablanca, Marshall et Tarrasch (assis à droite), les cinq finalistes du tournoi de Saint-Pétersbourg.

En 1925, Eugène Znosko-Borovsky écrivait dans un article de la revue belge L'Échiquier, :

« En vérité, les seuls joueurs que nous devrions considérer comme des grands maîtres sont Capablanca, Alekhine, Lasker, peut-être Marshall (si nous souhaitons oublier ses mésaventures dans les matchs) et, en tenant compte de leurs anciens succès, Tarrasch et Rubinstein. Tous les autres devraient être regardés comme de simples maîtres. »

### La légende du tournoi de Saint-Pétersbourg
Selon Frank Marshall, le titre de « grand maître » aurait été décerné pour la première fois en 1914 par le tsar Nicolas II, qui aurait récompensé les cinq finalistes du tournoi de Saint-Pétersbourg, qu'il avait personnellement financé. Les récipiendaires en auraient été : Emanuel Lasker (vainqueur du tournoi), José Raúl Capablanca, Alexandre Alekhine, Siegbert Tarrasch et Frank Marshall.
Cependant l'historien des échecs Edward Winter a montré que la référence la plus ancienne à cette anecdote est dans un article publié aux États-Unis en 1940. Aucune trace antérieure n'a pu être trouvée.

### Les premiers grands maîtres internationaux (1950)
La fédération soviétique des échecs avait créé le titre de grand maître soviétique dans les années 1930.
En 1950, la FIDE créa le titre de « grand maître international » et l'octroya à 27 joueurs.
Sur les 27 titulaires, 11 étaient soviétiques, dont un seul né avant 1900 :
- Grigory Levenfish (né en 1889),

Les dix autres soviétiques avaient moins de quarante-cinq ans :
- Viatcheslav Ragozine (né en 1908),
- Salo Flohr (joueur tchèque né en 1908, naturalisé soviétique depuis 1942),
- Mikhaïl Botvinnik (né en 1911, champion du monde depuis 1948),
- Andor Lilienthal (joueur hongrois né à Moscou en 1911, naturalisé soviétique depuis 1939),
- Igor Bondarevski (né en 1913),
- Alexandre Kotov (né en 1913),
- Paul Keres (né en 1916, soviétique depuis l'annexion de l'Estonie en 1939),
- Issaak Boleslavski (né en 1919),
- Vassily Smyslov (né en 1921),
- David Bronstein (né en 1924, 26 ans).

Une bonne partie des grands maîtres occidentaux étaient en fin de carrière :
- Jacques Mieses (né en 1865 en Allemagne, naturalisé britannique, il mourut en 1954),
- Géza Maróczy (Hongrie, né en 1870, il mourut en 1951),
- Oldrich Duras (Tchécoslovaquie, né en 1882),
- Akiba Rubinstein (né en Pologne dans l'Empire russe en 1882, il avait cessé toute compétition depuis 1932),
- Ossip Bernstein (né en 1882 en Russie, installé en France),
- Milan Vidmar (Yougoslavie, né en 1885).
- Borislav Kostić (Yougoslavie, né en 1887),
- Xavier Tartakover (né en 1887 en Pologne dans l'Empire russe, naturalisé français),
- Ernst Grünfeld (Autriche, né en 1893),
- Friedrich Sämisch (Allemagne, né en 1896),

Seuls six des grands maîtres non soviétiques de 1950 étaient nés après 1900 :
- Max Euwe (Pays-Bas, né en 1901, champion du monde de 1935 à 1937),
- Gideon Ståhlberg (Suède, né en 1908),
- Miguel Najdorf (né en Pologne dans l'Empire russe en 1910, naturalisé argentin),
- Samuel Reshevsky (né en Pologne en 1911, naturalisé américain),
- Reuben Fine (États-Unis, né en 1914), seul joueur né en dehors de l'Europe, il cessa de participer à des tournois après 1951[12],
- László Szabó (Hongrie, né en 1917).

Les trois plus jeunes grands maîtres de 1950, Bronstein (né en 1924), Smyslov (né en 1921) et Boleslavski (né en 1919), étaient soviétiques.
Efim Bogolioubov (Allemagne, né dans l'Empire russe en 1889) ne reçut le titre qu'en 1951 car, en 1950, la fédération allemande n'avait pas encore rejoint la fédération internationale. Il mourut l'année suivante, en 1952.

### Années 1950 et 1960
De 1950 à 1969, la Fédération internationale décerna le titre à 101 joueurs (27 en 1950 ; 38 de 1951 à 1960 et 36 de 1961 à 1969) :
| Année | Nombre    | Grands maîtres internationaux |
| ----- | --------- | --- |
| 1950  | 27        | Seize occidentaux et onze soviétiques (voir plus haut). |
| 1951  | 2         | Efim Bogoljubov (RFA, 1889-1952) et Svetozar Gligorić (Yougoslavie, 28 ans). |
| 1952  | 6         | Youri Averbakh, Efim Geller, Mark Taïmanov (URSS), Tigran Petrossian (URSS, 23 ans), Erich Eliskases (Argentine, né en Autriche) et Herman Pilnik (Argentine) |
| 1953  | 4         | Nicolas Rossolimo (français à l'époque, installé aux États-Unis) Vasja Pirc, Petar Trifunović (Yougoslavie) et Aleksandr Tolouch (URSS). |
| 1954  | 5         | Gedeon Barcza (Hongrie), Isaac Kashdan (États-Unis), Ludek Pachman (Tchécoslovaquie), Gösta Stoltz (Suède) et Wolfgang Unzicker (RFA). |
| 1955  | 5         | Oscar Panno (Argentine), Borislav Ivkov et Aleksandar Matanović (Yougoslavie), Miroslav Filip (Tchécoslovaquie) et Boris Spassky (URSS, 18 ans). |
| 1956  | 3         | Viktor Kortchnoï (URSS), Bent Larsen (Danemark, 21 ans) et Albéric O'Kelly (Belgique). |
| 1957  | 3         | Mikhaïl Tal (URSS, 21 ans), Arthur Bisguier et Larry Evans (États-Unis) |
| 1958  | 3         | Pal Benko (Hongrie, réfugié politique aux États-Unis), Bobby Fischer (États-Unis, quinze ans et demi) et Friðrik Ólafsson (Islande) |
| 1959  | 3         | Johannes Donner (Pays-Bas), Lothar Schmid (RFA) et Wolfgang Uhlmann (RDA) |
| 1960  | 4         | Ratmir Kholmov (URSS), William Lombardy (États-Unis), Carlos Guimard et Héctor Rossetto (Argentine) |
| 1961  | 4         | Ievgueni Vassioukov (URSS), Lajos Portisch (Hongrie), Karl Robatsch (Autriche) et Milko Bobotsov (Bulgarie) |
| 1962  | 6         | Vladimir Simaguine, Lev Polougaïevski, Leonid Stein (URSS) István Bilek (Hongrie), Arturo Pomar (Espagne), Mijo Udovčić (Yougoslavie) |
| 1963  | 2         | Bruno Parma (Yougoslavie, 21 ans) et Georgi Tringov (Bulgarie) |
| 1964  | 8         | Vladimir Antochine et Nikolaï Kroguious (URSS), Robert Byrne (États-Unis), Mato Damjanović (Yougoslavie), Klaus Darga (RFA), Levente Lengyel (Hongrie), Nikola Padevsky (Bulgarie) et Daniel Yanofsky (Canada)                                                              |
| 1965  | 10 (ou 7) | Vladimir Liberzon, Leonid Chamkovitch et Alekseï Souétine (URSS), Dragoljub Čirić, Dragoljub Janošević et Milan Matulović (Yougoslavie) Florin Gheorghiu (Roumanie, 21 ans), Vlastimil Hort (Hongrie, 21 ans), Lubomir Kavalek (Tchécoslovaquie) et Wolfgang Pietzsch (RDA) |
| 1966  | 1         | Semion Fourman (URSS) |
| 1967  | 4         | Aïvars Gipslis, Edouard Goufeld, Aleksandr Zaïtsev (URSS) et László Bárczay (Hongrie) |
| 1968  | 1         | Anatoli Lein (URSS) |
| 1969  | 0         | |
| 1970  | 3         | Walter Browne (Australie, 21 ans, installé aux États-Unis), Buchuti Gourguenidzé (URSS) et Anatoli Karpov (URSS, 19 ans) |
| 1971  | 3         | Robert Hübner (RFA), Ljubomir Ljubojević (Yougoslavie) et Rafael Vaganian (URSS, 20 ans) |
| 1972  | 6         | Ulf Andersson (Suède), Henrique Mecking (Brésil, 20 ans), Albin Planinc (Yougoslavie), Ivan Radulov (Bulgarie), Jan Smejkal (Tchécoslovaquie) et Vladimir Toukmakov (URSS)                                                                                                  |
| 1973  | 10        | Andras Adorjan, Istvan Csom et Zoltan Ribli (Hongrie), Iouri Balachov, Guennadi Kouzmine et Vladimir Savon (URSS), Duncan Suttles (Canada), Miguel Quinteros (Argentine) Dragoljub Velimirović (Yougoslavie), Hans-Joachim Hecht (RFA)                                      |
| 1974  | 9         | Jesús Díez del Corral (Espagne), Gyözö Forintos et Gyula Sax (Hongrie), Vlastimil Jansa (Tchécoslovaquie), Bojan Kurajica (Yougoslavie), Anatoli Loutikov (URSS), Sergio Mariotti (Italie), Jan Timman (Pays-Bas), Eugenio Torre (Philippines),                             |

### Grands maîtres honoraires (1977 à 2003)
Le titre de « grand maître honoraire » (GMH) a été créé en 1977 par la Fédération internationale. Le titre a été décerné de 1977 à 2003 par la FIDE à trente joueurs choisis par une commission de sélection. Les joueurs sélectionnés avaient tous, à l'exception de Elmārs Zemgalis, déjà reçu le titre de maître international.
Les premiers joueurs honorés ont été :
- en 1977 : Julio Bolbochán, Esteban Canal, Borislav Milić et Carlos Torre
- en 1981 : Arnold Denker
- en 1982 : Lodewijk Prins et Raúl Sanguineti
- en 1983 : Aleksandr Konstantinopolski, Erik Lundin et Vladimir Alatortsev
- en 1984 : Eero Böök et Stojan Puc
- en 1985 : Harry Golombek, Mario Monticelli et Jaroslav Šajtar
- en 1986 : Arthur Dake et Theodor Ghițescu
- en 1987 : Vladimir Makogonov, Vladas Mikėnas et Bogdan Śliwa
- en 1988 : Georges Koltanowski
- en 1990 : Andrija Fuderer et Dragoljub Minić

## Grands maîtres de première force

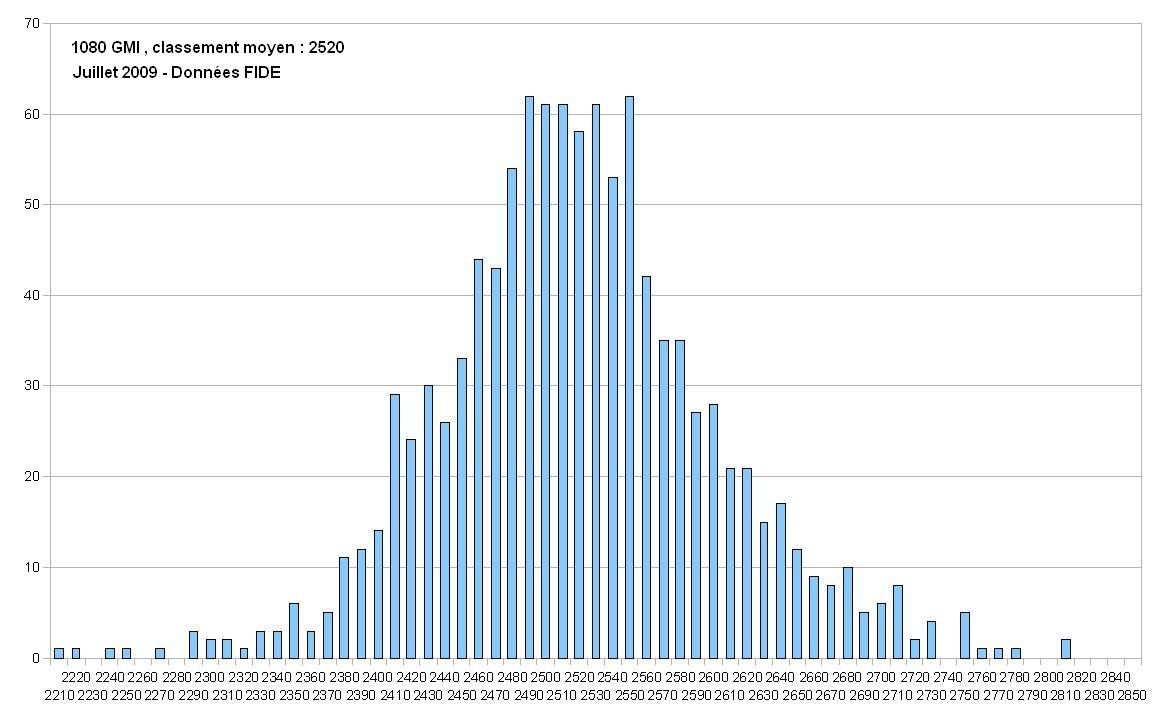
Nombre de GMI par tranche de 10 points Elo (juillet 2009).

Un joueur très fort, dont le classement Elo dépasse 2 700 points, est parfois appelé « super GMI » ou « super grand maître », notamment dans les médias, bien que ce titre ne soit pas officiel.
Depuis 1970, année où la FIDE a adopté le classement Elo, plus de 100 joueurs ont atteint ou dépassé 2 700, le premier étant Bobby Fischer en 1971. On observe depuis 2008 une forte augmentation du nombre de joueurs au-dessus de 2 700.
Dans la liste FIDE du 1er juillet 2011, il y avait 42 joueurs actifs de 2700 Elo ou plus. En octobre 2012, ils étaient 51 joueurs actifs.

### Elo 2 800 et plus
En 2024, seuls quinze joueurs ont atteint un classement Elo supérieur à 2 800. Garry Kasparov a été le premier (en janvier 1990). Magnus Carlsen est le plus jeune joueur de l'histoire à atteindre 2 800 Elo (à l'âge de 18 ans et 11 mois en novembre 2009). L'ancien record appartenait à Vladimir Kramnik, âgé en mai 2001 de 25 ans et 9 mois. En juillet 2010, pour la première fois de l'histoire, quatre joueurs en activité avaient 2 800 points ou plus en même temps : Viswanathan Anand, Kramnik, Veselin Topalov et Magnus Carlsen. Ils étaient cinq joueurs en activité à avoir atteint ce niveau en décembre avec Levon Aronian.
| Rang et Elo maximum (record) | Rang et Elo maximum (record) | Nom                    | Fédérations                       | Né en   | GMI en | Elo ≥ 2 700 en | Elo ≥ 2 800 en | Date du meilleur Elo               |
| ---------------------------- | ---------------------------- | ---------------------- | --------------------------------- | ------- | ------ | -------------- | -------------- | ---------------------------------- |
| 1                            | 2 882                        | Magnus Carlsen         | Norvège                           | 1990.11 | 2004   | 2007           | 2009           | mai 2014 août 2019                 |
| 2                            | 2 851                        | Garry Kasparov         | Russie                            | 1963.04 | 1980   | 1984           | 1990           | juillet 1999 (Inactif depuis 2005) |
| 3                            | 2 844                        | Fabiano Caruana        | États-Unis et Italie              | 1992.07 | 2007   | 2010           | 2014.08        | octobre 2014                       |
| 4                            | 2 830                        | Levon Aronian          | États-Unis, Arménie et Allemagne, | 1982.10 | 2000   | 2005           | 2010           | mars 2014                          |
| 5                            | 2 822                        | Wesley So              | États-Unis et Philippines         | 1993.10 | 2008   | 2013           | 2017.01        | février 2017                       |
| 6                            | 2 820                        | Shakhriyar Mamedyarov  | Azerbaïdjan                       | 1985.04 | 2002   | 2006           | 2017.06        | septembre 2018                     |
| 7                            | 2 819                        | Maxime Vachier-Lagrave | France                            | 1990.10 | 2005   | 2008           | 2016           | août 2016                          |
| 8-9                          | 2 817                        | Viswanathan Anand      | Inde                              | 1969.12 | 1988   | 1993           | 2006.04        | mars 2011                          |
| 8-9                          | 2 817                        | Vladimir Kramnik       | Russie                            | 1975.06 | 1992   | 1993           | 2001           | octobre 2016 (inactif depuis 2020) |
| 10-12                        | 2 816                        | Veselin Topalov        | Bulgarie                          | 1975.03 | 1992   | 1996           | 2006.01        | juillet 2015                       |
| 10-12                        | 2 816                        | Hikaru Nakamura        | États-Unis                        | 1987.12 | 2003   | 2008           | 2015           | octobre 2015                       |
| 10-12                        | 2 816                        | Ding Liren             | Chine                             | 1992.10 | 2009   | 2012           | 2018.09        | novembre 2018                      |
| 13                           | 2 810                        | Aleksandr Grichtchouk  | Russie                            | 1983.10 | 1999   | 2002           | 2014.10        | décembre 2014                      |
| 14                           | 2 804                        | Alireza Firouzja       | France, FIDE et Iran              | 2003.06 | 2018   | 2019           | 2021.12        | décembre 2021                      |
| 15                           | 2 801                        | Erigaisi Arjun         | Inde                              | 2003.09 | 2018   | 2022           | 2024.12        | décembre 2024                      |

### Elo de 2 775 à 2 799
La table suivante donne la liste des joueurs ayant atteint ou dépassé un classement Elo de 2 775 points au cours de leur carrière (liste actualisée en mars 2020). La fédération indiquée en premier est la dernière fédération à laquelle le joueur est affilié et est suivie des anciennes fédérations pour lesquelles il a joué dans les compétitions internationales. Pour les joueurs issus de l'URSS (Guelfand, Ivantchouk, Karpov), la fédération soviétique (jusqu'en 1991) n'a pas été indiquée.
| Elo maximum (record) | Nom                   | Fédérations           | Né en   | GM en | 2 700 en | Date du meilleur Elo | Notes       |
| -------------------- | --------------------- | --------------------- | ------- | ----- | -------- | -------------------- | ----------- |
| 2 798                | Anish Giri            | Pays-Bas              | 1994.06 | 2009  | 2011     | octobre 2015         |             |
| 2 795                | Ian Nepomniachtchi    | Russie                | 1990.07 | 2007  | 2010     | mars 2023            |             |
| 2 794                | Dommaraju Gukesh      | Inde                  | 2006.05 | 2019  | 2022     | octobre 2024         |             |
| 2 793                | Teimour Radjabov      | Azerbaïdjan           | 1987.03 | 2001  | 2005     | novembre 2012        |             |
| 2 788                | Aleksandr Morozevitch | Russie                | 1977.07 | 1993  | 1999     | juillet 2008         |             |
| 2 788                | Sergueï Kariakine     | Russie et Ukraine     | 1990.01 | 2003  | 2008     | juillet 2011         |             |
| 2 787                | Vassili Ivantchouk    | Ukraine               | 1969.03 | 1988  | 1991     | octobre 2007         |             |
| 2 785                | Bobby Fischer         | États-Unis            | 1943.03 | 1958  | 1971     | avril 1972           | († 2008.01) |
| 2 783                | Nodirbek Abdusattorov | Ouzbékistan           | 2004.09 | 2018  | 2022     | octobre 2024         |             |
| 2 780                | Anatoli Karpov        | Russie                | 1951.05 | 1970  | 1974     | juillet 1994         | inactif     |
| 2 777                | Boris Guelfand        | Israël et Biélorussie | 1968.06 | 1989  | 1991     | novembre 2013        |             |
| 2 776                | Richárd Rapport       | Hongrie et Roumanie   | 1996.03 | 2010  | 2014     | avril 2022           |             |

## Grands maîtres les plus précoces
Le plus jeune grand maître lors de la création du titre en 1950 était David Bronstein (à 26 ans). En 1952, Tigran Petrossian lui succéda à 23 ans. En 1955, Boris Spassky devint le plus jeune grand maître international à 18 ans. Il fut dépassé par Bobby Fischer qui obtint le titre trois ans plus tard, en 1958 (à quinze ans et demi). Jusqu'en 1980, Spassky et Fischer étaient les seuls grands maîtres à avoir obtenu le titre avant leurs dix-neuf ans (Garry Kasparov devint grand maître en 1980, à 17 ans). Le record de Fischer ne fut battu qu'en 1991 par Judit Polgár, à quinze ans et quatre mois. Depuis ce record a été plusieurs fois battu, notamment par Sergueï Kariakine en 2002, puis par Abhimanyu Mishra, le 30 juin 2021. Ces derniers, Javokhir Sindarov et Rameshbabu Praggnanandhaa sont, en octobre 2018, les seuls joueurs ayant eu le titre avant l'âge de 13 ans (moment où ils ont obtenu leur troisième norme avec un classement Elo de 2 500 points).
Le tableau ci-dessous cite les joueurs ayant réalisé un record de précocité. La date d'obtention de la dernière norme de grand maître est en général différente de celle où la Fédération internationale des échecs valide et décerne officiellement le titre de grand maître au joueur. Par exemple Sergueï Kariakine a obtenu sa dernière norme de grand maître en août 2002, mais le titre ne lui a été décerné officiellement qu'en 2003. Le pays indiqué désigne la fédération que le joueur représentait quand il a obtenu le titre (Kariakine a pris la nationalité russe en juillet 2009 et représente depuis cette date la Russie).
| Année | Joueur            | Fédération        | Né en        | Dernière norme de GMI en | Âge                       |
| ----- | ----------------- | ----------------- | ------------ | ------------------------ | ------------------------- |
| 1950  | David Bronstein   | Union soviétique  | 1924         | 1950                     | 26 ans                    |
| 1952  | Tigran Petrossian | Union soviétique  | 1929         | 1952                     | 23 ans                    |
| 1955  | Boris Spassky     | Union soviétique  | 1937         | 1955                     | 18 ans                    |
| 1958  | Bobby Fischer     | États-Unis        | 1943         | 1958                     | 15 ans, 6 mois            |
| 1991  | Judit Polgár      | Hongrie           | 1976         | 1991                     | 15 ans, 4 mois, 28 jours  |
| 1994  | Péter Lékó        | Hongrie           | 1979         | 1994                     | 14 ans, 4 mois, 22 jours  |
| 1997  | Étienne Bacrot    | France            | janvier 1983 | mars 1997                | 14 ans, 2 mois            |
| 1997  | Ruslan Ponomariov | Ukraine           | octobre 1983 | octobre 1997             | 14 ans, 0 mois, 17 jours  |
| 1999  | Bu Xiangzhi       | Chine             | 1985         | 1999                     | 13 ans, 10 mois, 13 jours |
| 2002  | Sergueï Kariakine | Ukraine (en 2002) | janvier 1990 | août 2002                | 12 ans, 7 mois            |
| 2021  | Abhimanyu Mishra  | États-Unis        | février 2009 | juin 2021                | 12 ans, 4 mois, 25 jours  |

## Femmes ayant obtenu le titre de grand maître international (mixte)
Au 1er février 2019, trente-sept femmes ont le titre grand maître international (à ne pas confondre avec celui, réservé aux femmes, de GMF) décerné par la Fédération internationale. Neuf d'entre elles sont inactives en parties classiques (Maia Tchibourdanidzé, Viktorija Čmilytė, Humpy Koneru, Nadejda Kosintseva, Tatiana Kosintseva, Judit Polgár, Susan Polgar, Xie Jun et Xu Yuhua). Aleksandra Goriatchkina, née en 1998, est la plus jeune femme grand maître international. Nino Batsiachvili et Aleksandra Goriatchkina sont les dernières à avoir obtenu le titre (en 2018).
Voici les femmes ayant été les plus jeunes à détenir le titre de GMI :
| Joueuse              | Nationalité      | GMI en                                          | Âge (dernière norme) | Née en  |
| -------------------- | ---------------- | ----------------------------------------------- | -------------------- | ------- |
| Nona Gaprindashvili  | Union soviétique | 1978 (2e norme obtenue en 1977)                 | 37 ans               | 1941    |
| Maia Tchibourdanidzé | Union soviétique | 1984 (championne du monde)                      | 23 ans               | 1961    |
| Susan Polgar         | Hongrie          | 1991 (janvier)                                  | 21 ans               | 1969.04 |
| Judit Polgár         | Hongrie          | 1992 (dernière norme réalisée en décembre 1991) | 15 ans et 5 mois     | 1976.07 |
| Humpy Koneru         | Inde             | 2002                                            | 15 ans et 1 mois     | 1987    |
| Hou Yifan            | Chine            | 2008                                            | 14 ans et 6 mois     | 1994    |

Susan Polgar, née le 19 avril 1969, a obtenu le titre de GMI en janvier 1991 (à moins de 22 ans). Elle fut la première à obtenir le titre en réalisant trois normes de grand maître. La championne du monde Gaprindashvili avait obtenu son titre après avoir réalisé deux normes en 1977 et Tchibourdanidzé avait obtenu le titre par décision de la FIDE du fait de son titre de championne du monde. Sa sœur Judit Polgár, née le 23 juillet 1976, obtint le titre à quinze ans et cinq mois en décembre 1991. Judit Polgár battit le record de précocité détenu pendant 33 ans par Bobby Fischer (grand maître à quinze ans et six mois). Elle détient le record féminin de 2735 Elo obtenu en juillet 2005. Sa sœur Zsófia Polgár a le titre de MI (maître international) et celui de GMF (grand maître féminin). Les trois sœurs sont les filles de László Polgár (et de Clara) qui s'est principalement intéressé à la formation des jeunes enfants, croyant que « le génie est acquis, pas inné ».
La Chinoise Xie Jun (née en octobre 1970) a remporté le championnat du monde féminin en 1991, à 20 ans, ce qui lui donnait droit au titre de Grand maître international (mixte) mais son titre ne lui fut effectivement décerné qu'en 1994, après son deuxième match de championnat du monde de 1993 contre Nana Iosseliani.
La première (et seule) joueuse française à obtenir le titre de GMI est Marie Sebag en 2008.

## Grands maîtres internationaux français
Au 20 octobre 2024, la Fédération internationale des échecs compte 57 grands maîtres affiliés à la Fédération française des échecs,.
Huit grands maîtres français, Joël Lautier, Vladislav Tkachiev, Iossif Dorfman, Igor-Alexandre Nataf, Vladimir Lazarev, Bachar Kouatly, Marc Santo-Roman et François Fargère, ne sont plus en activité (ils n'ont disputé aucune partie officielle depuis plus de douze mois). La Fédération française des échecs présente sur son site une liste incomplète de 51 grands maîtres internationaux.
Les premiers grands maîtres internationaux qui ont joué pour la France étaient d'origine russe ou polonaise (Ossip Bernstein, Nicolas Rossolimo, Xavier Tartakover et Boris Spassky). En 1989, le premier Français à devenir grand maître fut Bachar Kouatly. La première et seule Française à recevoir le titre (mixte) est Marie Sebag.